# Bitwa pod Miłosławiem

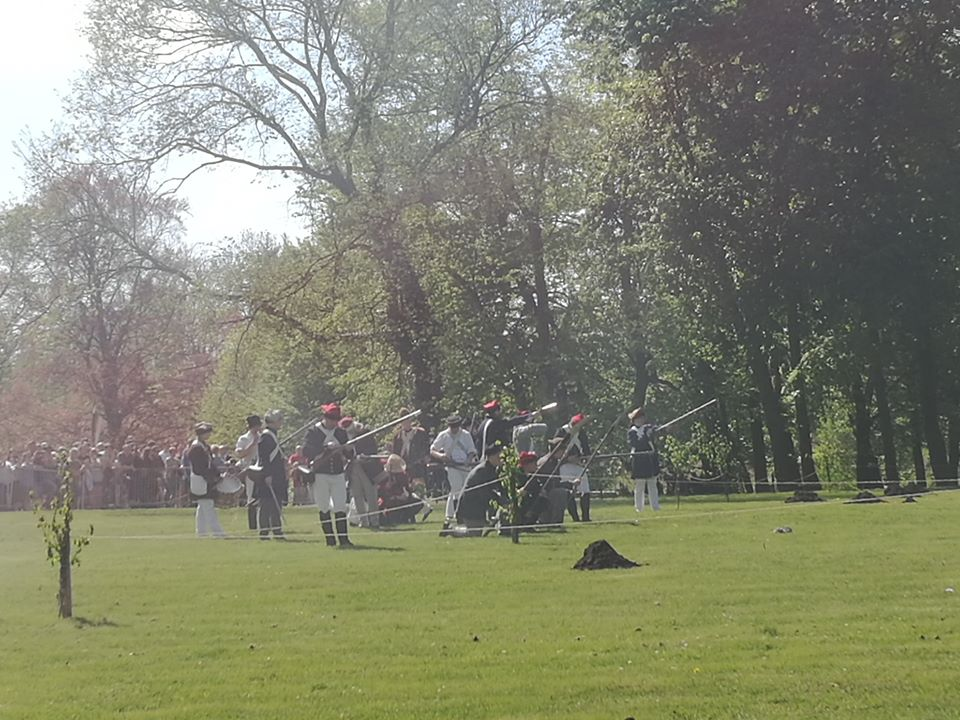
Inscenizacja bitwy, która odbyła się w ramach obchodów 170-lecia starcia

Bitwa pod Miłosławiem – największe starcie zbrojne powstania wielkopolskiego w 1848 roku, które miało miejsce 30 kwietnia w okolicach Miłosławia.

## Opis bitwy
Po zwycięstwie pod Książem pruski generał Blumen (2 500 żołnierzy i 4 działa) ruszył dwiema kolumnami od Środy i Wrześni na znajdującego się w Miłosławiu Ludwika Mierosławskiego, który skoncentrował w mieście 1 200 żołnierzy i 4 działa. Początkowo Mierosławski wdał się z Blumenem w pertraktacje, jednak na wieść o spieszącym mu z pomocą z Nowego Miasta oddziale Józefa Garczyńskiego (1 000 żołnierzy) oraz idącym z Pleszewa oddziale Feliksa Białoskórskiego (1 200 żołnierzy), zerwał rozmowy, co doprowadziło do walki.
W pierwszej fazie bitwy słabsze siły polskie zostały wyparte z Miłosławia i zajęły pozycje po obu stronach szosy. W pościg za cofającymi się Polakami Blumen rzucił jazdę. Pościg pruski został wstrzymany z chwilą nadejścia Garczyńskiego, a gdy nadszedł Białoskórski, Polacy ruszyli do kontrataku.

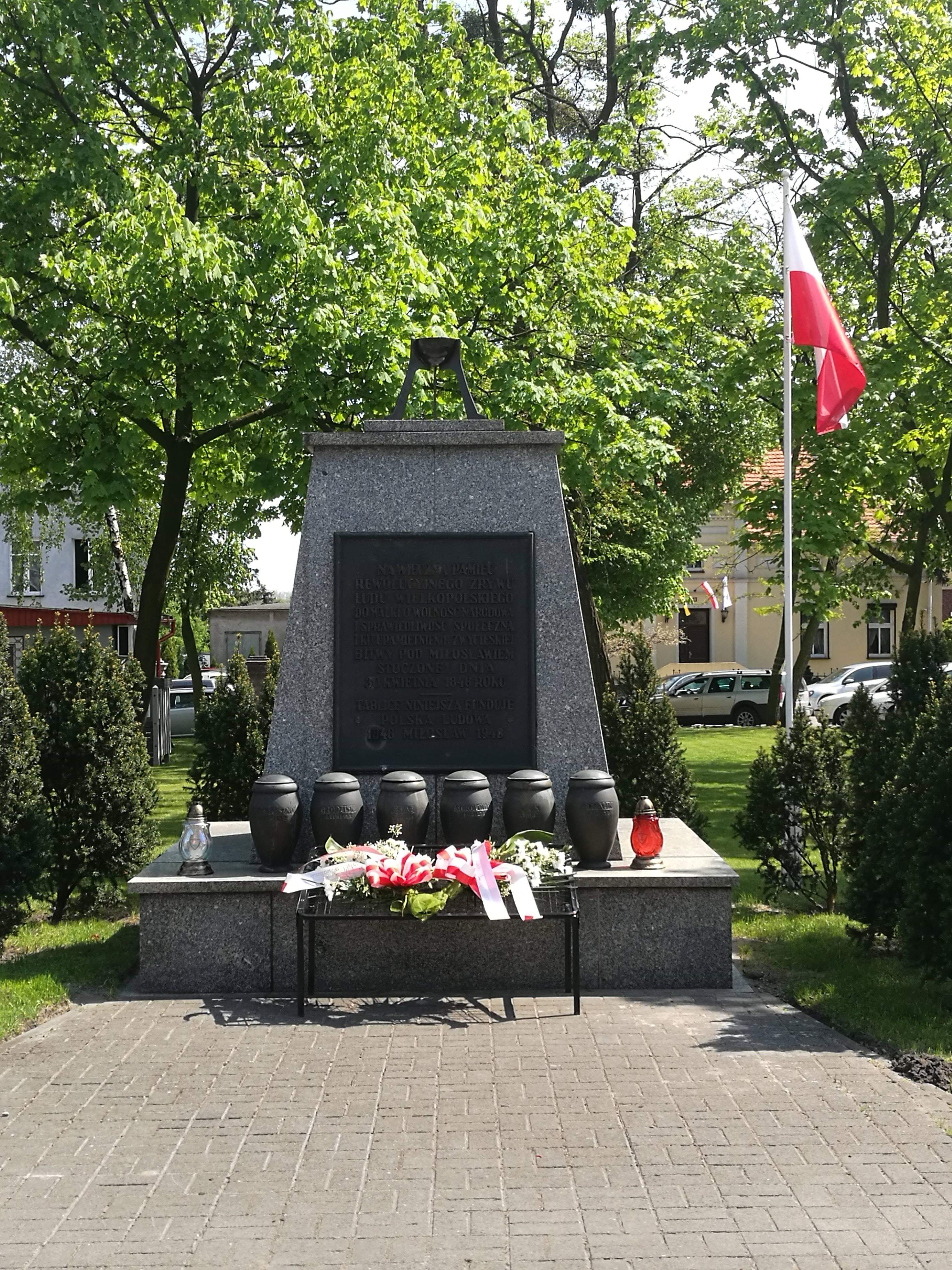
Pomnik Wiosny Ludów w Miłosławiu, sfotografowany w dniu obchodów 170-lecia bitwy pod Miłosławiem

W drugiej fazie bitwy na skutek przybycia posiłków, Polacy przeprowadzili pomyślne kontruderzenie wzdłuż osi drogi, uprzedzili szarżę pruskiej jazdy i wdarli się do miasteczka. Prusacy zmuszeni zostali do odwrotu, jednak wyczerpane walką oddziały powstańcze nie były zdolne do pościgu. Zwycięstwo nie zostało wykorzystane operacyjnie. Straty polskie wyniosły około 200 żołnierzy, a pruskie – 225 żołnierzy.

## Upamiętnienie
Wydarzenie upamiętniają:
- Pomnik Wiosny Ludów w Miłosławiu,
- po 1990 r., upamiętnione na Grobie Nieznanego Żołnierza w Warszawie napisem na jednej z tablic: „MIŁOSŁAW 30 IV 1848”.